# Florence Miller Pierce
Florence Miller Pierce, geb. Miller (* 27. Juli 1918 in Washington, D.C.; † 25. Oktober 2007) war eine US-amerikanische Künstlerin, bekannt für ihre innovativen Resin (Harz)-Relief-Arbeiten und als Mitglied der Transcendental Painting Group.

## Leben
Florence Melva Miller wurde 1918 in Washington, D.C. geboren. Ihre Eltern leiteten ein großes Internat. Im Alter von 18 Jahren reiste sie nach Taos, New Mexico, um bei ihren Großeltern zu leben und bei dem bekannten Künstler Emil Bisttram zu studieren. Zwei Jahre später kehrte Pierce nach Taos zurück und schloss sich der Transcendental Painting Group an, einem Kollektiv spiritueller Konzeptkünstler, die die Grenzen der zweidimensionalen Kunst erweitern wollten. Miller war eine von nur zwei Frauen (neben Agnes Pelton) in der Gruppe und mit nur 19 Jahren das jüngste Mitglied.
Obwohl Florence  und ihr späterer Mann Horace Pierce nur an zwei Treffen der Transcendental Painting Group teilnahmen, sind Elemente der Gruppenphilosophie auch in ihrem reifen Werk erkennbar. Die Definition von „transzendental“ als „jenseits des gewöhnlichen Denkens oder der gewöhnlichen Erfahrung“ weist auf die Suche nach neuen Formen und Visionen hin. In der transzendentalen Malerei spielte das Licht als Ausdrucksmittel für Farbe, Form und Rhythmus eine wichtige Rolle. In Millers Werk, insbesondere in ihren Harzreliefs, wird das Licht zu einem grundlegenden Element.
Sie war keine Künstlerin, die viel mit anderen Künstlern zu tun hatte, sondern arbeitete eher zurückgezogen und bezeichnete sich selbst als „stille Künstlerin“. Vielleicht spiegelt sich darin auch ihre Hinwendung zum Zen-Buddhismus und zur Meditation wider, die sie als junge Frau entwickelte. Sie wurde eine große Bewunderin von Agnes Martin, der zurückgezogen lebenden Malerin aus Taos. Im Jahr 2004 wurden Florence Pierce, Agnes Martin und die Töpferin Maria Martinez mit der Gruppenausstellung In Pursuit of Perfection im Museum of Fine Arts in Santa Fe geehrt.

## Werk
Florence Pierce war bekannt für ihre abstrakten, monochromen Werke, die stark von ihrer Hingabe zum Zen-Buddhismus und zur Meditation geprägt waren. Sie schuf reich nuancierte, monochromatische Stücke, indem sie Harz und Pigmente auf spiegelndes Plexiglas schichtete, u um eine „lebendige Verkörperung des Lichts“ zu erzeugen.